# Liste des College Bowls de football américain
La présente page propose la liste des College Bowls de football américain, présents, passés ou à venir, organisés par la National Collegiate Athletic Association. 

## College Football Playoff et autres Bowls majeurs (à partir de 2014)
À partir de la saison 2014, les Bowl Championship Series ont été remplacés par un nouveau système de playoff (2 demi-finales et une finale) : le College Football Playoff. 6 bowls majeurs sont inclus dans un système de rotation pour les demi-finales
| Noms                | Créé en   | Lieux (Assistances)                                       | Anciennes localisations | Anciennes dénominations |
| ------------------- | --------- | --------------------------------------------------------- | --- | --- |
| Rose Bowl Game      | 1902/1916 | Rose Bowl Stadium Pasadena, Californie (92 742)           | en 1902, de 1916 à 1922 : Tournament Park San Francisco, Californie en 1942 : Wallace Wade Stadium ex Duke Stadium Durham, Caroline du Nord | Tournament East–West football game, The Rose Bowl Game,The Rose Bowl Game presented by AT&T, The Rose Bowl Game presented by PlayStation 2, The Rose Bowl Game presented by Citi, The Rose Bowl Game presented by Vizio |
| Orange Bowl         | 1935      | Hard Rock Stadium Miami Gardens, Floride (72 080)         | de 1935 à 1937 : Miami Field de 1938 à 1996 et en 1999 : Miami Orange Bowl de 1935 à 1999 : Miami, Floride                                  | FedEx Orange Bowl, Discover Orange Bowl |
| Sugar Bowl          | 1935      | Caesars Superdome La Nouvelle-Orléans, Louisiane (76 468) | de 1935 à 1974 : Tulane Stadium, La Nouvelle-Orléans, Louisiane en 2006 : Georgia Dome, Atlanta, Géorgie                                    | USF&G Sugar Bowl, Nokia Sugar Bowl |
| Cotton Bowl Classic | 1937      | AT&T Stadium Arlington, Texas (105 000)                   | de 1937 à 2009 : Cotton Bowl Dallas, Texas                                                                                                  | Cotton Bowl Classic, Mobil Cotton Bowl Classic, Southwestern Bell Cotton Bowl Classic, SBC Communications Cotton Bowl Classic                                                                                           |
| Peach Bowl          | 1968      | Mercedes-Benz Stadium Atlanta, Géorgie (71 000)           | de 1968 à 1970 : Grant Field de 1971 à 1991 : Atlanta-Fulton County Stadium de 1992 à 2016 : Georgia Dome                                   | Peach Bowl, Chick-fil-A Peach Bowl, Chick-fil-A Bowl |
| Fiesta Bowl         | 1971      | State Farm Stadium Glendale, Arizona (72 200)             | de 1971 à 2006 : Sun Devil Stadium, Tempe, Arizona                                                                                          | Fiesta Bowl, Sunkist Fiesta Bowl, Fiesta Bowl, IBM OS/2 Fiesta Bowl, Tostitos Fiesta Bowl, Vizio Fiesta Bowl, BattleFrog Fiesta Bowl                                                                                    |

## Bowl Championship Series(1998 - 2013)
Entre la saison 1998 et 2005, le champion national était désigné par un match parmi les 4 bowls majeurs suivants du Bowl Championship Series : 
- Fiesta Bowl (1998 et 2002)
- Sugar Bowl (1999 et 2003)
- Orange Bowl (2000 et 2004)
- Rose Bowl (2001 et 2005)

À partir de 2005, une finale nationale a été organisée en dehors des quatre bowls majeurs : le BCS National Championship Game

## Autres Bowl Games
| Noms                     | Créé en | Stades (Assistances)                        | Villes, États                                                                              | Dénomination(s) précédente(s) |
| ------------------------ | ------- | ------------------------------------------- | ------------------------------------------------------------------------------------------ | --- |
| Sun Bowl                 | 1934    | Sun Bowl Stadium (51 500)                   | El Paso, Texas                                                                             | Sun Bowl, John Hancock Sun Bowl, John Hancock Bowl, Norwest Bank Sun Bowl, Norwest Corporation Sun Bowl, Wells Fargo Sun Bowl, Vitalis Sun Bowl, Brut Sun Bowl, Hyundai Sun Bowl |
| Gator Bowl               | 1945    | EverBank Field (76 867)                     | Jacksonville, Floride 1994 : Gainesville, Floride                                          | Gator Bowl, Mazda Gator Bowl, Outback Gator Bowl, Toyota Gator Bowl, Konica Minolta Gator Bowl, Progressive Gator Bowl, TaxSlayer.com Gator Bowl, TaxSlayer Bowl |
| Citrus Bowl              | 1946    | Camping World Stadium (65 438)              | Orlando, Floride 1973 : Gainesville, Floride                                               | Tangerine Bowl, Florida Citrus Bowl, CompUSA Florida Citrus Bowl, Ourhouse.com Florida Citrus Bowl, Capital One Florida Citrus Bowl, Capital One Bowl, Buffalo Wild Wings Citrus Bowl, Citrus Bowl presented by Overton's, Vrbo Citrus Bowl                                                                              |
| Liberty Bowl             | 1959    | Liberty Bowl Memorial Stadium (61 008)      | Memphis Tennessee 1959–63 : Philadelphia, Pennsylvania 1964 : Atlantic City, New Jersey    | Liberty Bowl, St. Jude Liberty Bowl, AXA Liberty Bowl |
| Independence Bowl        | 1976    | Independence Stadium (53 000)               | Shreveport, Louisiane                                                                      | Independence Bowl, Poulan Independence Bowl, Poulan Weed Eater Independence Bowl, Sanford Independence Bowl, MainStay Independence Bowl, PetroSun Independence Bowl, AdvoCare V100 Independence Bowl, AdvoCare V100 Bowl, Duck Commander Independence Bowl, Camping World Independence Bowl, Walk-On's Independence Bowl |
| Holiday Bowl             | 1978    | Snapdragon Stadium (35 000)                 | San Diego, Californie                                                                      | Holiday Bowl, Sea World Holiday Bowl, Thrifty Car Rental Holiday Bowl, Plymouth Holiday Bowl, Culligan Holiday Bowl, Pacific Life Holiday Bowl, Bridgepoint Education Holiday Bowl , National University Holiday Bowl, National Funding Holiday Bowl, San Diego County Credit Union Holiday Bowl                         |
| ReliaQuest Bowl          | 1986    | Raymond James Stadium (65 908)              | Tampa, Floride                                                                             | Hall of Fame Bowl, Outback Bowl |
| Guaranteed Rate Bowl     | 1989    | Chase Field (48 519)                        | 1989-99 : Tucson, Arizona2006-15 : Tempe, Arizona 2000-05, 2016-présent : Phoenix, Arizona | Copper Bowl, Domino's Pizza Copper Bowl, Weiser Lock Copper Bowl, Copper Bowl, Insight.com Bowl, Insight Bowl, Buffalo Wild Wings Bowl, TicketCity Cactus Bowl, Model 6 Cactus Bowl, Cheez-It Bowl |
| Pop-Tarts Bowl           | 1990    | Camping World Stadium (65 438)              | Orlando, Floride 1990-2000 : Miami Gardens, Floride                                        | Sunshine Classic, Blockbuster Bowl, Carquest Bowl, MicronPC Bowl, MicronPC.com Bowl, Visit Florida Tangerine Bowl, Mazda Tangerine Bowl, Champs Sports Bowl Russel Athletic Bowl , Camping World Bowl, Cheez-It Bowl |
| Las Vegas Bowl           | 1992    | Allegiant Stadium (65 000)                  | Orlando, Floride                                                                           | Las Vegas Bowl, EA Sports Las Vegas Bowl, Sega Sports Las Vegas Bowl, Pioneer PureVision Las Vegas Bowl, Pioneer Las Vegas Bowl, MAACO Bowl Las Vegas, Royal Purple Las Vegas Bowl, Las Vegas Bowl presented by GEICO, Mitsubishi Las Vegas Bowl                                                                         |
| Alamo Bowl               | 1993    | Alamodome (65 000)                          | San Antonio, Texas                                                                         | Builders Square Alamo Bowl, Sylvania Alamo Bowl, Alamo Bowl Presented By MasterCard, MasterCard Alamo Bowl, Alamo Bowl |
| Famous Idaho Potato Bowl | 1997    | Albertsons Stadium (37 000)                 | Boise, Idaho                                                                               | Sports Humanitarian Bowl, Humanitarian Bowl, Crucial.com Humanitarian Bowl, MPC Computers Bowl, Roady's Humanitarian Bowl, uDrove Humanitarian Bowl |
| Music City Bowl          | 1998    | Nissan Stadium (69 143)                     | Nashville, Tennessee                                                                       | Music City Bowl, American General Music City Bowl, homepoint.com Music City Bowl, Music City Bowl, Gaylord Hotels Music City Bowl, Gaylord Hotels Music City Bowl presented by Bridgestone, Franklin American Mortgage Music City Bowl                                                                                   |
| 68 Ventures Bowl         | 1999    | Hancock Whitney Stadium (en) (25 000)       | Mobile, Alabama 1999-2020 : Ladd Peebles Stadium, Mobile                                   | Mobile Alabama Bowl, GMAC Mobile Alabama Bowl, GMAC Bowl, GoDaddy.com Bowl, GoDaddy Bowl, Dollar General Bowl, LendingTree Bowl |
| New Orleans Bowl         | 2001    | Caesars Superdome (73 208)                  | New Orleans, Louisiane 2005 : Lafayette, Louisiane                                         | New Orleans Bowl, Wyndham New Orleans Bowl |
| Hawaii Bowl              | 2002    | Ching Athletics Complex (en) (9 000)        | Honolulu, Hawaii 2002-2019 : Aloha Stadium, Honolulu                                       | ConAgra Foods Hawaii Bowl, Sheraton Hawaii Bowl , SoFi Hawai'i Bowl |
| Duke's Mayo Bowl         | 2002    | Bank of America Stadium (73 778)            | Charlotte, Caroline du Nord                                                                | Queen City Bowl, Continental Tire Bowl, Meineke Car Care Bowl, Belk Bowl |
| Armed Forces Bowl        | 2003    | Amon G. Carter Stadium (45 000)             | Fort Worth, Texas 2010-2011 : Gerald J. Ford Stadium, University Park, Texas               | PlainsCapital Fort Worth Bowl, Fort Worth Bowl, Bell Helicopter Armed Forces Bowl |
| Texas Bowl               | 2006    | NRG Stadium (71 054)                        | Houston, Texas                                                                             | Texas Bowl, Meineke Car Care Bowl of Texas, AdvoCare V100 Texas Bowl, Academy Sports + Outdoors Texas Bowl, Texas Bowl, Mercari Texas Bowl |
| Birmingham Bowl          | 2006    | Legion Field (71 594)                       | Birmingham, Alabama                                                                        | Birmingham Bowl, Papajohns.com Bowl, BBVA Compass Bowl, Jared Birmingham Bowl, TicketSmarter Birmingham Bowl |
| New Mexico Bowl          | 2006    | University Stadium (39 224)                 | Albuquerque, Nouveau-Mexique                                                               | New Mexico Bowl, Gildan New Mexico Bowl, PUBG New Mexico Bowl |
| Military Bowl            | 2008    | Navy-Marine Corps Memorial Stadium (34 000) | Annapolis, Maryland 2008–2012 : Robert F. Kennedy Memorial Stadium, Washington D.C.        | Congressional Bowl, EagleBank Bowl, Military Bowl Presented By Northrop Grumman, Military Bowl presented by Perspecta, Military Bowl presented by Peraton |
| Gasparilla Bowl          | 2008    | Raymond James Stadium (65 690)              | Tampa, Floride                                                                             | St. Petersburg Bowl, magicJack St. Petersburg Bowl, Beef 'O' Brady's St. Petersburg Bowl, Beef 'O' Brady's Bowl, Bitcoin St. Petersburg Bowl, St. Petersburg Bowl, Bad Boy Mowers Gasparilla Bowl |
| Pinstripe Bowl           | 2010    | Yankee Stadium (54 251)                     | Bronx, New York                                                                            | New Era Pinstripe Bowl |
| First Responder Bowl     | 2010    | Cotton Bowl (92 100)                        | Dallas, Texas 2019 : Gerald J. Ford Stadium, University Park, Texas                        | Dallas Football Classic, TicketCity Bowl, Heart of Dallas Bowl presented by PlainsCapital Bank, Zaxby's Heart of Dallas Bowl |
| Bahamas Bowl             | 2014    | Thomas-Robinson Stadium (15 023)            | Nassau, Bahamas                                                                            | Popeyes Bahamas Bowl, Makers Wanted Bahamas Bowl |
| Boca Raton Bowl          | 2014    | FAU Stadium (29 419)                        | Boca Raton, Floride                                                                        | Boca Raton Bowl, Marmot Boca Raton Bowl, Cheribundi Boca Raton Bowl |
| Camellia Bowl            | 2014    | Cramton Bowl (25 000)                       | Montgomery, Alabama                                                                        | Raycom Media Camellia Bowl, Camillia Bowl, TaxAct Camellia Bowl |
| Quick Lane Bowl,         | 2014    | Ford Field (65 000)                         | Detroit, Michigan                                                                          | Remplace de facto le Little Caesars Pizza Bowl (1997-2013) |
| Cure Bowl,               | 2015    | Camping World Stadium (65 438)              | Orlando, Floride                                                                           | AutoNation Cure Bowl, FBC Mortgage Cure Bowl, Tailgreeter Cure Bowl, Duluth Trading Company Cure Bowl |
| Arizona Bowl             | 2015    | Arizona Stadium (56 029)                    | Tucson, Arizona                                                                            | NOVA Home Loans Arizona Bowl, Offerpad Arizona Bowl |
| Frisco Bowl              | 2017    | Toyota Stadium (20 500)                     | Frisco, Texas                                                                              | A remplacé de facto le Miami Beach Bowl (vente à ESPN Events et relocalisation à Frisco au Texas). DXL Frisco Bowl, Tropical Smoothie Cafe Frisco Bowl |
| Myrtle Beach Bowl        | 2020    | Brooks Stadium (20 000)                     | Conway, Caroline du Sud                                                                    | - |
| Fenway Bowl              | 2021    | Fenway Park (37 755)                        | Boston, Massachusetts                                                                      | - |
| LA Bowl                  | 2021    | SoFi Stadium (70 240)                       | Inglewood, Californie                                                                      | Jimmy Kimmel LA Bowl presented by Stifel |
| Famous Toastary Bowl     | 2023    | Jerry Richardson Stadium (15 314)           | Charlotte, Caroline du Nord                                                                | A remplacé pendant un an le Bahamas Bowl |
| Montgomery Bowl          | 2020    | Cramton Bowl (25 000)                       | Montgomery, Alabama                                                                        | 1 seule édition (en 2020) |

## Futurs Bowl Games (ou proposés)
| Noms                                    | Débutera en  | Stades (Assistances)                             | Villes, États                  | Sponsors     |
| --------------------------------------- | ------------ | ------------------------------------------------ | ------------------------------ | ------------ |
| Austin Bowl (en)                        | À déterminer | Darrell K Royal-Texas Memorial Stadium (100 119) | Austin, Texas                  | À déterminer |
| Chili Bowl (en)                         | À déterminer | TQL Stadium (26 000)                             | Cincinnati, Ohio               | À déterminer |
| Chicago Bowl (en)                       | À déterminer | Wrigley Field (41,268)                           | Chicago, Illinois              | À déterminer |
| Chocolate Bowl                          | À déterminer | Hersheypark Stadium (15 641)                     | Hershey, Pennsylvanie          | À déterminer |
| Dubaï bowl game                         | À déterminer | À déterminer                                     | Dubaï, Émirats arabes unis     | À déterminer |
| Little Rock Bowl (en)                   | À déterminer | War Memorial Stadium (53 000)                    | Little Rock, Arkansas          | À déterminer |
| Medal of Honor Bowl (en)                | À déterminer | Johnson Hagood Stadium (en) (21 000)             | Charleston, Caroline du Sud    | Aucun        |
| Melbourne Bowl (en)                     | À déterminer | Docklands Stadium (56 347)                       | Melbourne, Victoria, Australie | Aucun        |
| Ireland bowl game                       | À déterminer | À déterminer                                     | Irlande                        | À déterminer |
| Toronto bowl game ex International Bowl | À déterminer | Rogers Centre (54 000)                           | Toronto, Ontario, Canada       | À déterminer |
| St-Louis bowl game,                     | À déterminer | À déterminer                                     | St-Louis, Missouri             | À déterminer |

## Bowls d'exhibition
- Hula Bowl - Aloha Stadium, Honolulu, Hawaï, (1947-2008, 2020-présent)
- Senior Bowl - Hancock Whitney Stadium (en) (dès 2021), Mobile, Alabama (1950-présent)

## Anciens Bowl Games
Anciens Bowls de Division I-A :
- All-American Bowl - Birmingham (Alabama), (1977-1990)
- Alamo Bowl (1947) - San Antonio (Texas), (1947)
- Aloha Bowl - Honolulu (Hawaii), (1982-2000)
- Aluminum Bowl - Little Rock, (1956)
- Aviation Bowl - Dayton (Ohio), (1961)
- Bacardi Bowl - La Havane, (1937)
- Blue-Gray Football Classic - Montgomery (Alabama), (1938-2001, 2003)
- Bluebonnet Bowl - Houston, (1959-1987)
- Bluegrass Bowl - Louisville (Kentucky), (1958)
- Boardwalk Bowl - Atlantic City (New Jersey), (1961-1973)
- California Bowl  - Fresno, (1981-1991)
- Camellia Bowl  - Lafayette (Louisiane), (1948)
- Cigar Bowl - Tampa, (1947-1956)
- College All-Star Game - (1934-1976)
- Cherry Bowl  - Pontiac (Michigan), (1984-1985)
- Delta Bowl - Memphis (Tennessee), (1948-1949)
- Dixie Bowl - Birmingham (Alabama), (1948-1949)
- Dixie Classic -  Dallas, (1922, 1925, 1934)
- Festival of Palms Bowl - Miami, (1932-1934) - renommé Orange Bowl en 1935
- Fort Worth Classic -  Fort Worth, (1921)
- Freedom Bowl - Anaheim, (1984-1994)
- Garden State Bowl - East Rutherford, (1978-1981)
- Glass Bowl - Toledo (Ohio), (1946-1949)
- Gotham Bowl - New York, (1961-1962)
- Great Lakes Bowl - Cleveland, (1947)
- Gridiron Classic - Orlando (Floride), (1999-2005)
- Harbor Bowl - San Diego (Californie), (1947-1949)
- Haka Bowl - Auckland, (1996 annulé)
- Heritage Bowl - Atlanta, (1991-1999)
- Houston Bowl - Houston, (2000-2005) - à l'origine "galleryfurniture.com Bowl"
- Little Caesars Pizza Bowl - Détroit (Michigan), (1997-2013)
- Los Angeles Christmas Festival - Los Angeles, (1924)
- Mirage Bowl - Tokyo (1976-1993)
- Mercy Bowl - Los Angeles, (1961, 1971)
- Miami Beach Bowl - Miami (2014–2016) - L'événement a été vendu et transféré à Frisco, Texas
- Oahu Bowl - Honolulu, (1998-2000)
- Oil Bowl - Houston, (1946-1947)
- Pasadena Bowl  - Pasadena (Californie), (1967-1971)
- Pelican Bowl - Nouvelle-Orléans, (1972,1974-1975)
- Poinsettia Bowl - San Diego (2005–2016)
- Presidential Cup Bowl - College Park (Maryland), (1950)
- Raisin Bowl  - Fresno, (1946-1949)
- Redbox Bowl (ex San Francisco Bowl, Emerald Bowl, Fight Hunger Bowl et Foster Farms Bowl) - Santa Clara (2014-2019 + 2002-2013 à, San Francisco)
- Salad Bowl  - Phoenix (Arizona), (1948-1952)
- San Diego East-West Christmas Classic  - San Diego (Californie), (1921-1922)
- Seattle Bowl - Seattle, (2001-2002)
- Shrine Bowl  - Little Rock, (1948)
- Silicon Valley Football Classic - San José (Californie), (2000-2004)
- International Bowl - Toronto (Canada), (2006-2010)

Anciens Bowls de Division I-AA :
- Camellia Bowl – Sacramento, Californie (1980)
- Heritage Bowl - Atlanta, Georgie (1991-1999)
- Pioneer Bowl – Wichita Falls, Texas (1978, 1981–1982)
- Gridiron Classic – lieux divers (2006–2009)

Anciens Bowls de Division II :
- Boardwalk Bowl – Atlantic City, New Jersey (1973)
- Camellia Bowl – Sacramento, Californie (1973–1975)
- Dixie Rotary Bowl – Saint George, Utah (1986–2008)
- Grantland Rice Bowl - Murfreesboro, Tennessee & Baton Rouge, Louisiane (1973–1977)
- Kanza Bowl – Topeka, Kansas (2009–2012)
- Knute Rockne Bowl – Akron, Ohio & Davis, Californie (1976–1977)
- Pioneer Bowl – lieux divers (1973–1977, 1997–2012)

Anciens Bowls de Division III :
- Aztec Bowl – Toluca, Mexique (1950–53, 1955, 1957, 1964–66, 1970–71, 1971–80, 1984, 1986–2007)
- Oyster Bowl – Norfolk, Virginie (A été dans son histoire un Bowl de Division I, de Division II et de Division III. Actuellement un match de saison régulière)